# Brigitte Traeger
Brigitte Traeger (* 25. April 1973 in Georgenberg) ist eine deutsche Sängerin volkstümlicher Musik und geistlicher Lieder.

## Leben
Brigitte Traeger wurde im Georgenberger Ortsteil Waldkirch geboren und hatte schon als Kind gemeinsame Auftritte mit ihrem Vater. Sie wuchs mit 6 Geschwistern auf, und sie erlernte verschiedene Instrumente. 1990 wurde die junge Brigitte von Dieter Thomas Heck in seiner Sendung "Jetzt sing i" entdeckt. Daraufhin bekam sie ihren ersten Plattenvertrag, und der Komponist Peter Aschberger schrieb für sie neue volkstümliche Titel.
Ihren größten Erfolg hatte die Sängerin bislang mit Santa Christina, der ihr 1995 den ersten Platz in der "Schlagerparade der Volksmusik" einbrachte und sie 1996 zur Musikantenkönigin in Achims Hitparade machte. Es folgten weitere Auftritte in zahlreichen Fernsehsendungen, wie zum Beispiel Musikantenstadl, "Wenn die Musi spielt", "Musikantenscheune" und "Lustige Musikanten". Neben ihren Fernsehauftritten gab sie Konzerte in Deutschland, Österreich, in der Schweiz, Belgien und in Südtirol, aber auch in den USA.
1999 nahm Brigitte Traeger mit dem Titel Von Dir zu mir bei der deutschen Vorentscheidung zum Grand Prix der Volksmusik teil und ein Jahr später (2000) erneut mit Halt mich fest, doch konnte sie jeweils das Finale nicht erreichen. Dennoch ist Brigitte Traeger immer wieder zu Gast in zahlreichen Fernsehsendungen. Ihr Repertoire umfasst Schlager, volkstümliche Lieder, Oldies und klassische Melodien, die mit neuen Texten versehen werden.
Seit 2002 erobert die Sängerin auch bei ihren Kirchen- und Weihnachtskonzerten die Herzen der Besucher mit ihrem Programm und fasziniert das Publikum mit ihrer gefühlvollen und klaren Stimme.
Mit der Veröffentlichung des Albums "Lebensträume" im Jahre 2008 hat Brigitte das eigene Platten-Label Traeger Records gegründet. Mit der Produktion des sakralem Albums "Wir ziehen zur Mutter der Gnade" im Jahr 2010 wurde der Grundstein für ihren Musikverlag gelegt.

## Ehrungen
- Herbert-Roth-Preis, 1998
- Musikantenkaiser, 2000

## Erfolgstitel
- Santa Christina 1995
- Von Dir zu mir 1999
- Halt mich fest 2000

## Diskografie
Alben:
- Meine Lieder sind meine Träume
- Die Rosen sind verblüht
- Das schönste Wort der Welt...
- Im Paradies auf Zeit
- Voller Sehnsucht
- Dieses Meer voll Gefühl
- Zwischen Himmel und Erde
- Meine schönsten Lieder Folge 1
- Meine schönsten Lieder Folge 2
- Lebensträume
- Wir ziehen zur Mutter der Gnade
- Weil Gott Dich liebt
- Fatima - Ave Mutter, sei gegrüßt